# Sokołow Ruczej
Sokołow Ruczej (ros. Соколов Ручей) – przystanek kolejowy w miejscowości Riabowo, w rejonie tośnieńskim, w obwodzie leningradzkim, w Rosji. Położony jest na linii Petersburg - Moskwa.